# Mravenečníci
Mravenečníci (Vermilingua) představují podřád chudozubých savců ze řádu Pilosa.

## Systematika a evoluce
Za popisnou autoritu taxonu Vermilingua je pokládán Johann Karl Wilhelm Illiger (1811). V tomto článku jsou mravenečníci chápáni za podřád v rámci řádu Pilosa, jenž spadá mezi chudozubé savce (Xenarthra) a vyjma mravenečníků zahrnuje i lenochody (Folivora). Sesterskou skupinu vůči Pilosa představuje řád pásovci (Cingulata). Ačkoli taxonomické úrovně chudozubých a jim podřazených taxonů mohou být v literatuře proměnlivé, Xenarthra představuje jednoznačně monofyletickou skupinu.
Následující vnitřní systematika recentních mravenečníků vychází z :
- čeleď Cyclopedidae Pocock, 1924
  - rod Cyclopes Gray, 1821
    - druh C. didactylus Linnaeus, 1758 – mravenečník dvouprstý
- čeleď Myrmecophagidae Gray, 1825
  - rod Myrmecophaga Linnaeus, 1758
    - druh M. tridactyla Linnaeus, 1758 – mravenečník velký

  - rod Tamandua Gray, 1825
    - druh T. tetradactyla Linnaeus, 1758 – mravenečník čtyřprstý
    - druh T. mexicana Saussure, 1860 – mravenečník mexický

Mravenečníci z monotypického rodu Cyclopes mohou nicméně na základě studie z roku 2018 tvořit spíše druhový komplex, tedy větší počet morfologicky špatně odlišitelných druhů.
V rámci Vermilingua představuje bazální skupinu rod Cyclopes, jenž vykazuje výrazné genetické rozdíly ve srovnání se sesterskými rody Myrmecophaga a Tamandua – ve studii 12S RNA mtDNA z roku 2008 jej dokonce některé statistické výstupy sdružovaly spíše s lenochody, zjevně v důsledku fenoménu přitahování dlouhých větví (long branch attraction). Z těchto závěrů mj. vyplývá, že jak Cyclopedidae, tak Myrmecophagidae si zasluhují status samostatných čeledí.
Mravenečníci si naproti lenochodům po celou dobu své evoluční historie zachovali shodnou adaptivní strategii. Fosilní nálezy jsou však oproti lenochodům relativně chudé, přičemž nejstarší fosilie pocházejí ze spodního miocénu. Interpretace některých nálezů zůstává kontroverzní, nesporné fosilní rody představují raně miocenní Protamandua Ameghino, 1904 a svrchně miocenní Palaeomyrmidon Rovereto, 1914. Za platný taxon bývá většinou pokládán i rod Neotamandua Rovereto, 1914, zřídkavěji hodnocený za kongenerický s recentním rodem Myrmecophaga. Následující kladogram shrnuje předpokládanou fylogenezi všech těchto mravenečníků vč. fosilních skupin.
|  | † Palaeomyrmidon |
|  |                  |
|  | Cyclopes         |
|  |                  |

|  | Tamandua                                                       |
|  |                                                                |
|  | \| \| † Neotamandua \| \| \| \| \| \| Myrmecophaga \| \| \| \| |
|  |                                                                |
|  | † Neotamandua                                                  |
|  |                                                                |
|  | Myrmecophaga                                                   |
|  |                                                                |

|  | † Neotamandua |
|  |               |
|  | Myrmecophaga  |
|  |               |

|  | Tamandua                                                       |
|  |                                                                |
|  | \| \| † Neotamandua \| \| \| \| \| \| Myrmecophaga \| \| \| \| |
|  |                                                                |
|  | † Neotamandua                                                  |
|  |                                                                |
|  | Myrmecophaga                                                   |
|  |                                                                |

|  | † Neotamandua |
|  |               |
|  | Myrmecophaga  |
|  |               |

|  | † Palaeomyrmidon |
|  |                  |
|  | Cyclopes         |
|  |                  |

|  | Tamandua                                                       |
|  |                                                                |
|  | \| \| † Neotamandua \| \| \| \| \| \| Myrmecophaga \| \| \| \| |
|  |                                                                |
|  | † Neotamandua                                                  |
|  |                                                                |
|  | Myrmecophaga                                                   |
|  |                                                                |

|  | † Neotamandua |
|  |               |
|  | Myrmecophaga  |
|  |               |

|  | Tamandua                                                       |
|  |                                                                |
|  | \| \| † Neotamandua \| \| \| \| \| \| Myrmecophaga \| \| \| \| |
|  |                                                                |
|  | † Neotamandua                                                  |
|  |                                                                |
|  | Myrmecophaga                                                   |
|  |                                                                |

|  | † Neotamandua |
|  |               |
|  | Myrmecophaga  |
|  |               |

Mravenečníci byli zprvu možná vázáni na lesní stanoviště; pro tuto hypotézu nasvědčují stromové zvyky většiny recentních forem včetně přítomnosti chápavého ocasu, jenž se objevuje rovněž u nejstaršího známého rodu Protamandua. Pozemní rod Myrmecophaga se zřejmě vyvinul v důsledku expanze otevřených savanových stanovišť, jež se objevily v průběhu miocénu před asi 17,5–16,5 miliony lety. Z miocenního období pochází mj. i pozoruhodný myrmekofágní pásovec rodu Stegotherium, což nasvědčuje hojnosti termitišť. Sporý fosilní materiál nicméně neposkytuje vůbec žádný vhled na evoluci extrémně modifikované lebky mravenečníků.
Konečně, zmínku zasluhuje i objev eocenního rodu Eurotamandua Storch, 1981 z messelského dolu v dnešním Německu; ačkoli byl zprvu pokládán za evropského mravenečníka, jeho moderní interpretace jej pokládají spíše za zástupce luskounů, případně za savce příbuzného afrotheriím (a v obou případech tedy za mravenečníkům nepříbuzné zvíře).

## Charakteristika

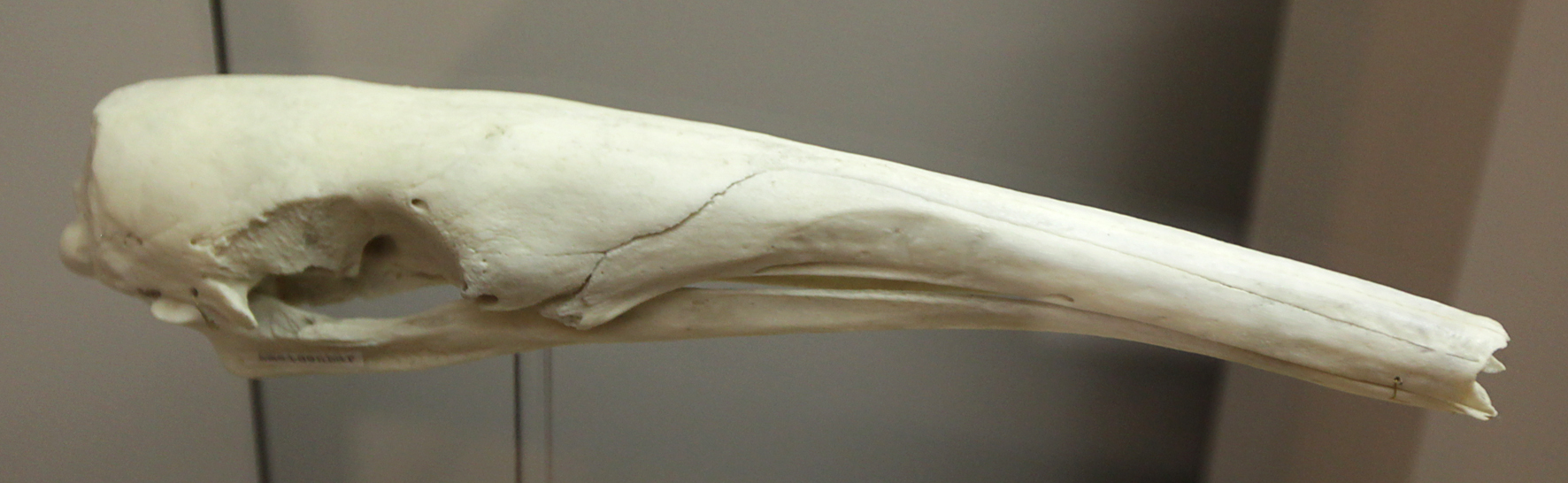
Lebka mravenečníka velkého

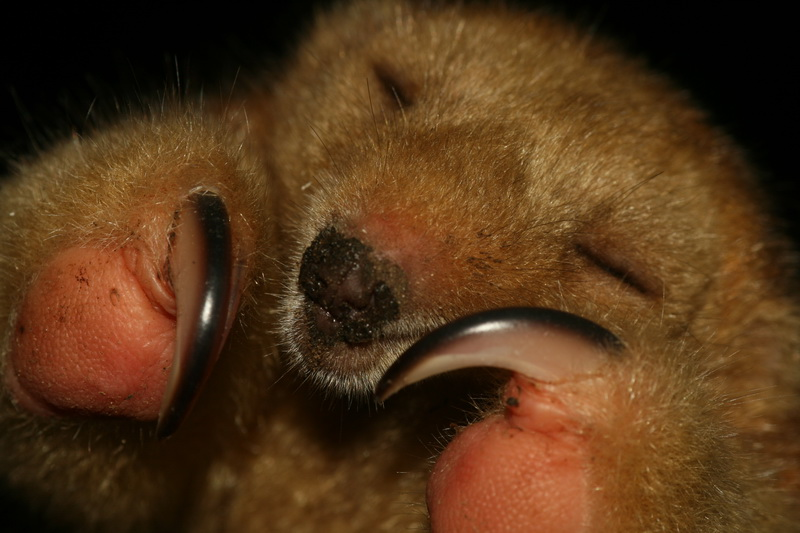
Rod Cyclopes, detail hlavy a předních kočetin

Mravenečníci jsou poměrně robustní savci s dlouhou, hustou srstí. Recentní zástupci mravenečníků dosahují velikosti od asi 30 cm v případě mravenečníka dvouprstého po 2,8 m v případě mravenečníka velkého. Stavba těla je navzdory těmto výrazným rozdílům ve velikostech poměrně uniformní, přizpůsobená konzumaci mravenců a termitů. Výrazné přestavby je tak dosaženo v případě lebky, adaptované k lovu tohoto hmyzu pomocí štíhlého, prodlouženého jazyka, jenž může svou délkou přesahovat délku hlavy. Zvláště nosní kosti a horní čelist se výrazně protahují (ačkoli mezičelist zůstává poměrně malá) a dochází také k celkové redukci chrupu. Čelisti nicméně nesrůstají, jako se tomu děje například u ježury, přičemž přítomnost nesrostlé symfýzy dolní čelisti naopak umožňuje efektivní zvětšení průměru ústního otvoru během krmení. Ve srovnání s ostatními chudozubými se mravenečníci vyznačují taktéž specifickou stavbou bubínkové dutiny.
Postkraniální skelet charakterizují především hrabavé přední končetiny s mohutnými drápy, jež se při chůzi obracejí nazad, takže mravenečníci našlapují na svrchní stranu prstů. Recentní stromové druhy jsou vybaveny chápavým ocasem. Tělesná teplota mravenečníků se pohybuje na dolní hranici mezi savci a jejich metabolismus se rovněž vyznačuje schopností snášet bez problémů výkyvy tělesné teploty až o několik stupňů Celsia. Tělesná teplota mravenečníka velkého tak například osciluje mezi 33–36 °C, s ohledem na aktuální aktivitu zvířete a s ní spřažené energetické potřeby.
Pohlavní dimorfismus lze pozorovat na větší a mohutnější postavě samců. Penis a varlata se nicméně nacházejí uvnitř břišní dutiny mezi konečníkem a močovým měchýřem, k oplození tak dochází pouhým přitisknutím urogenitálního otvoru samce a samice.

## Ekologie

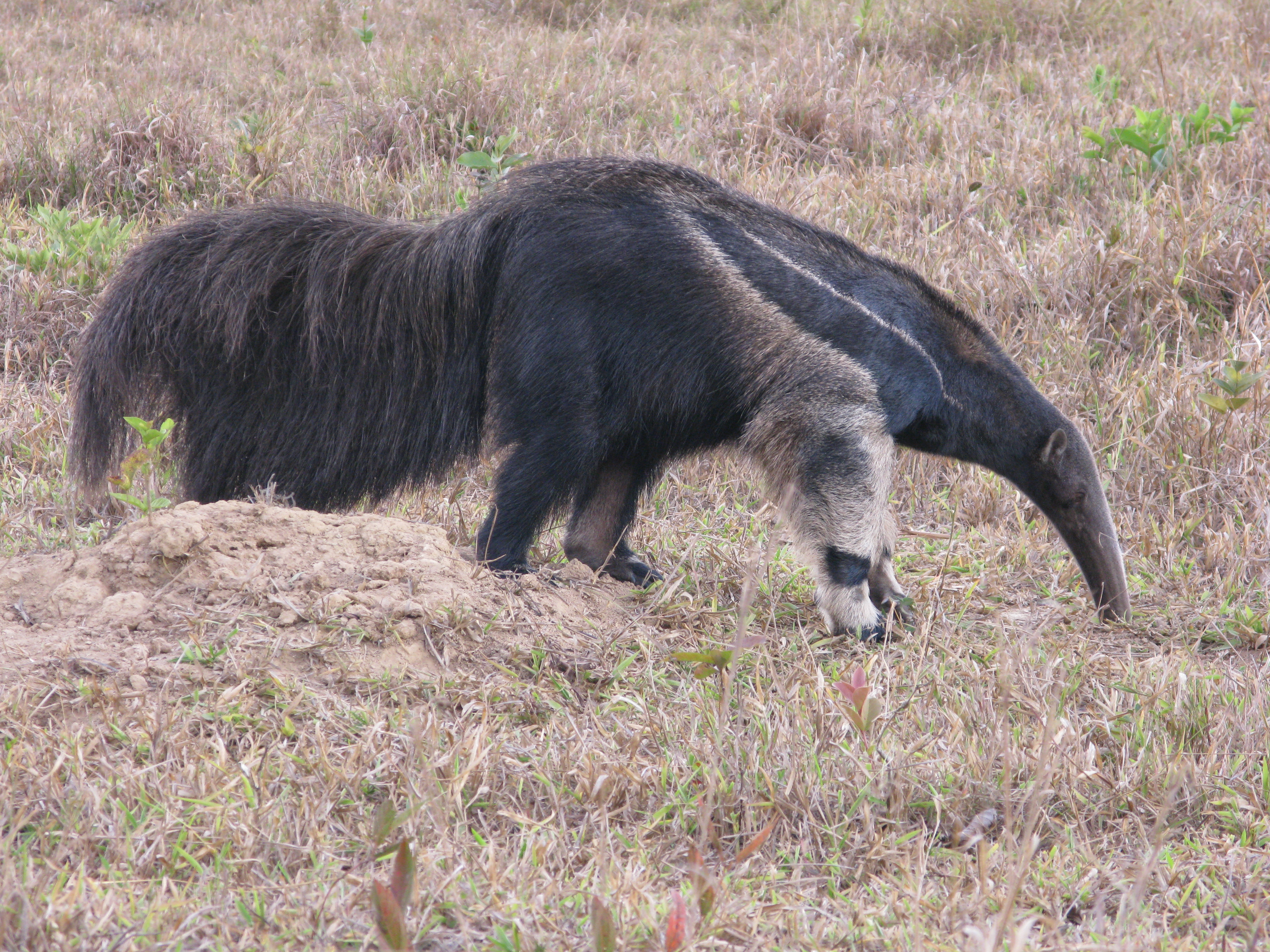
Krmící se mravenečník velký

Mravenečníci představují zvířata tropických suchých lesů, deštných pralesů, travnatých plání i savan ve Střední a Jižní Americe. Mravenečník velký je pozemní, zbývající formy více či méně stromové, z toho mravenečník dvouprstý stromové patro neopouští. Jde o samotářsky žijící zvířata, přičemž jak samci, tak samice si vydržují teritorium. Rozmnožovací systém je polygynní, samice obyčejně rodí jedno, velmi vzácně dvě mláďata. Protože matka kvůli svým prodlouženým drápům není schopna novorozená mláďata uchopit, ta se k matčiným podpažním bradavkám musejí dostat svépomocí, tj. šplhem po matčině dlouhé srsti. U většiny druhů samice přenáší svého potomka na zádech.
Mravenečníci jsou proslavení svou extrémní potravní specializací na mravence a termity – myrmekofágií. Svými mohutnými drápy rozhrabávají jejich hnízda a pomocí podlouhlého jazyka pokrytého lepivými slinami a drobnými papilami lapají hmyz uvnitř. Trávení napomáhá svalnatý žaludek, umožňující chemické i mechanické zpracování potravy. Mravenečníci se živí mnoha různými druhy mravenců a termitů, pozemními i stromovými, byť se obyčejně soustředí na menší množství konkrétních druhů v závislosti na obývané lokalitě. Byť u každého hnízda tráví pouze omezené množství času, celkový počet navštívených hnízd se může pohybovat i ve stovkách (mravenečník velký denně proniká do téměř 200 mravenišť či termitišť); počet konzumovaných mravenců pak v tisících. Mravenečník dvouprstý jako nejmenší z mravenečníků může denně zkonzumovat, v závislosti na věku a pohlaví zvířete, 700 až 8000 stromových mravenců.